# ویلج گرین (نیویورک)
ویلج گرین (به انگلیسی: Village Green) یک منطقهٔ مسکونی در ایالات متحده آمریکا است که در شهرستان اونانداگا، نیویورک واقع شده‌است. ویلج گرین ۳٫۲ کیلومتر مربع مساحت و ۳٬۸۹۱ نفر جمعیت دارد و ۱۳۴ متر بالاتر از سطح دریا واقع شده‌است.